# プブリウス・デキウス・ムス (紀元前340年の執政官)
プブリウス・デキウス・ムス（ラテン語: Publius Decius Mus、生年不詳 - 紀元前340年）は共和政ローマの政治家、将軍。ラティウム戦争で自軍の勝利のために自らを生け贄に捧げた伝説的英雄で、親子3代にわたって活躍した。

## 経歴

### 初期のキャリア
紀元前352年、デキウスは市民の借金の完済に取り組む全部で五人のメンサリウス（Quinqueviri mensarii）の一人に任命され、彼らはその職務を公正に、巧く果たした。

### サムニウム戦争
紀元前343年、デキウスは執政官アウルス・コルネリウス・コッスス・アルウィナの指揮下で、軍団長として第一次サムニウム戦争に参加した。
サムニウムのガウルス山の山道を進軍していたローマ軍は谷に入り込み、敵に囲まれた。この時敵より上方にある丘を見つけたデキウスは、一個軍団のプリンキペスとハスタティを率いて丘を占領することを執政官に進言し、容れられた。彼のこの行動に驚かされたサムニウム人を尻目にローマ軍本隊は無事危機を脱出し、その一方でデキウスの部隊は敵に包囲されたが、夜の間に脱出して本隊に合流した。その直後にデキウスは敵への総攻撃を提案し、ローマ軍は戦闘準備のできていない敵を散々に破った。
デキウスのこれら一連の行動に対し、執政官は金冠と牛100頭、角に金箔をつけた特別の白い牛を、軍団兵たちは市民冠を贈ることで讃えたという。

### コンスルシップ
紀元前340年、デキウスはティトゥス・マンリウス・インペリオスス・トルクァトゥスと共に執政官に選出された。同年にラティウム戦争が起こると、デキウスはマンリウスと共に二個軍団とサムニウム人部隊からなる軍を率い、カプア近くに陣を敷いた。その夜に執政官たちは、両軍のうち一方の将軍が自身と敵軍を生贄に捧げることを誓えば、その将軍の軍が勝つということを語る夢を見た。執政官は話し合い、どちらか苦戦した方がその生贄となることを決めたという。

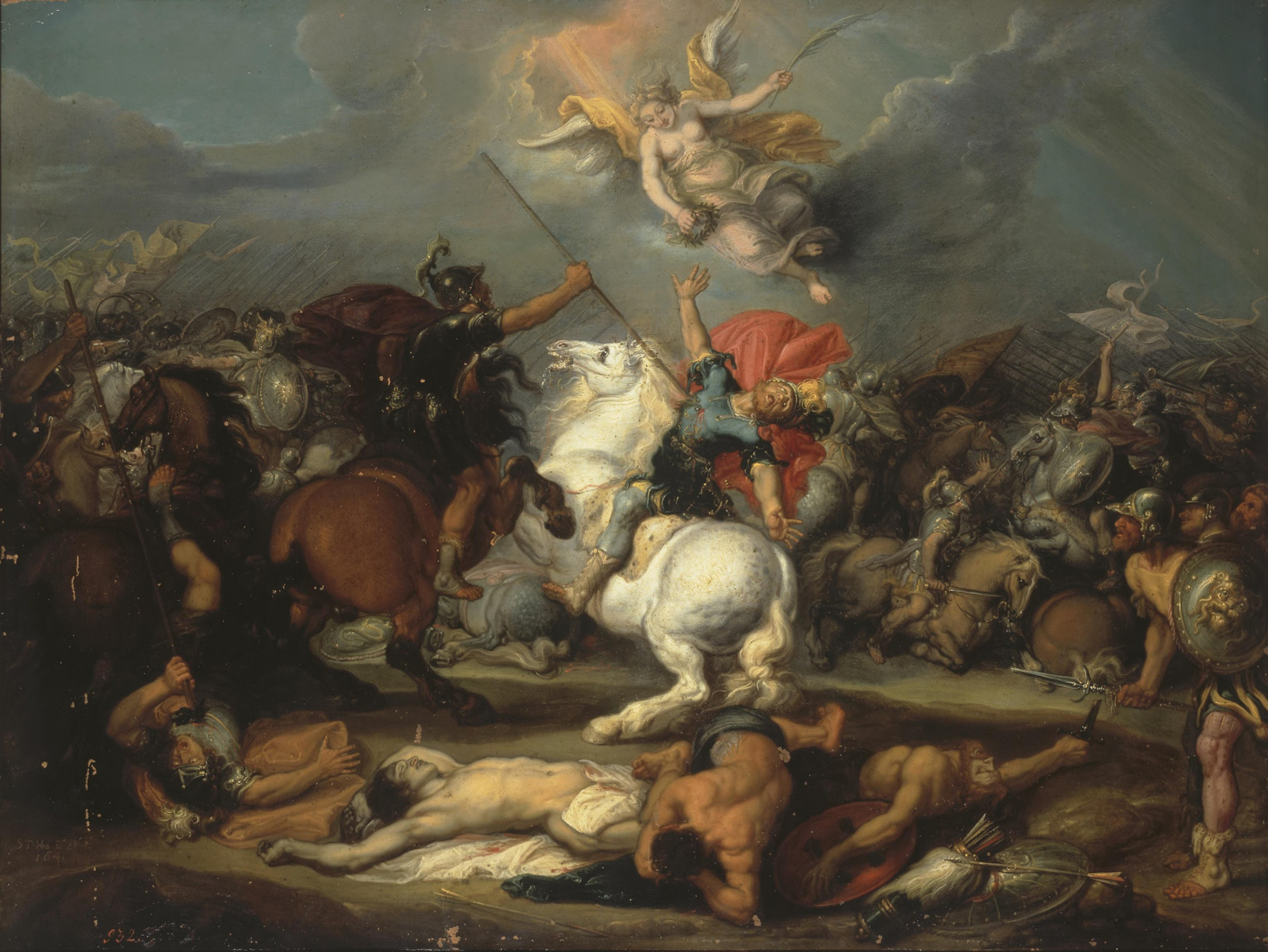
サイモン・デ・ボス画、『デキウス・ムスの死』(1641年)

ローマ軍とラティウム軍との戦いはウェスウィウス山の麓近くで起こり、マンリウスが右翼を、デキウスが左翼を指揮した。当初両軍は互角だったが、ローマ軍左翼は敵に押されて後退した。そこでデキウスは神祇官（マルクス・ウァレリウス・コルウスか）に、神々に自らを生贄に捧げるための言葉を唱えるよう頼んだ。犠牲に捧げるための服装に着替えたデキウスは神々に誓いの言葉を唱えると、服装をガビイ風に締め、馬に乗って敵軍へと突進し、彼の命と引き換えにローマ軍左翼は敵を壊走させた。

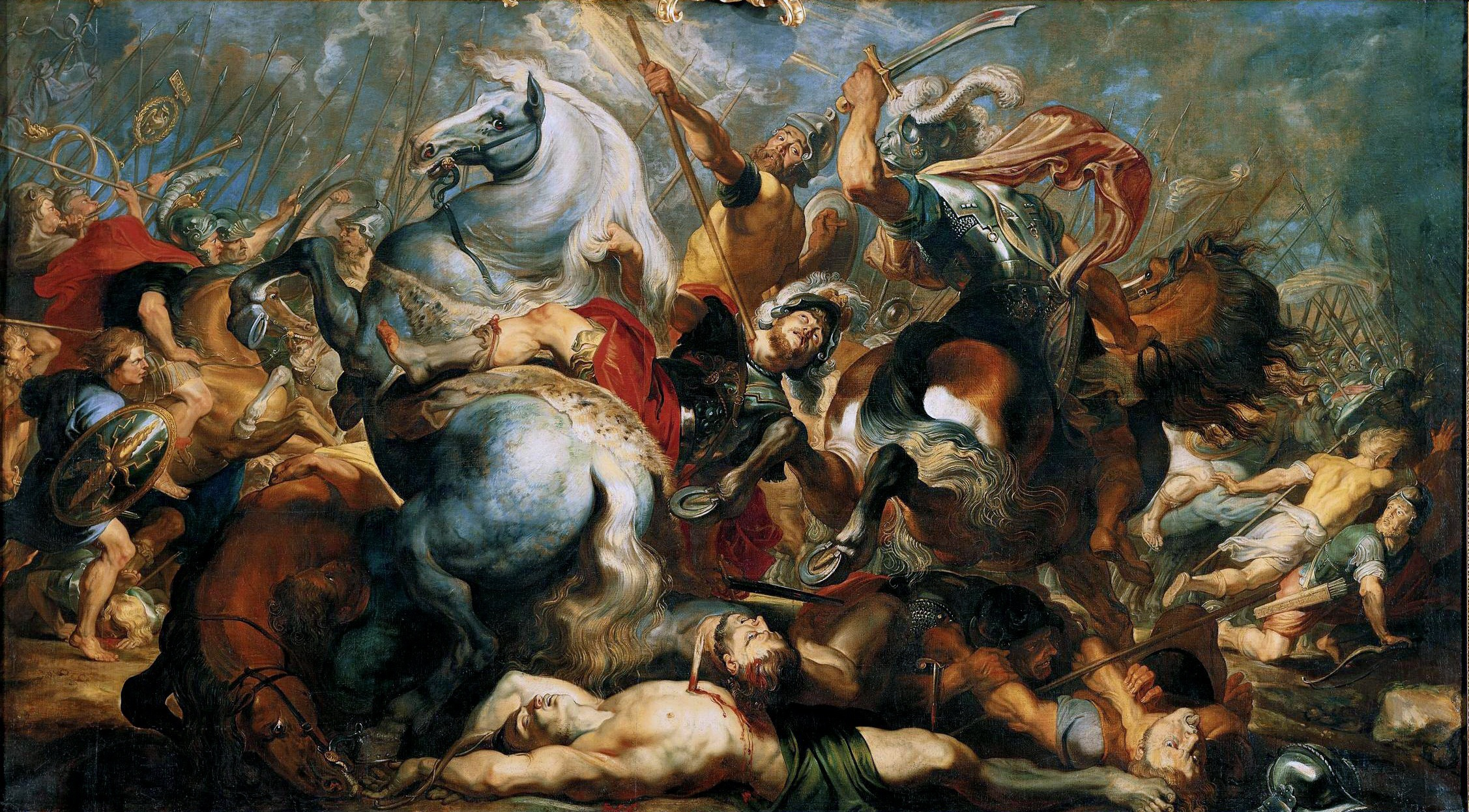
ルーベンス画、『デキウス・ムスの死』（1618年）

マンリウスの右翼もまたその頃劣勢に立っていたが、彼は戦闘に参加させていなかったアッケーンシーを投入し、ラティウム軍も予備部隊を投入してそれに対抗した。アッケーンシーは敵を押し返し、これを見たマンリウスは全軍に総反撃を命じ、敵の4分の3以上を討ち取るという勝利を得た。その後、ラティウム軍の陣営は捕虜もろとも拿捕された。

## 一族
息子には同名の執政官がおり、父と同じくローマの勝利にその身を捧げた。更にその同名の子も執政官となり、イタリア半島に侵入したピュロス相手に奮戦した。